# أين ذهبت، يا برناديت
أين ذهبتِ، يا برناديت (بالإنجليزية: Where'd You Go, Bernadette) هو فيلم كوميدي دراما أمريكي من إخراج ريتشارد لينكليتر وبطولة كيت بلانشيت، بيلي كرودب، كريستين ويج، جودي جرير ولورنس فيشبورن، صدر الفيلم في 16 أغسطس 2019.

## روابط خارجية
أين ذهبتِ، يا برناديت على موقع IMDb (الإنجليزية)
- أين ذهبتِ، يا برناديت على موقع ميتاكريتيك (الإنجليزية)
- أين ذهبتِ، يا برناديت على موقع روتن توميتوز (الإنجليزية)
- أين ذهبتِ، يا برناديت على موقع قاعدة بيانات الأفلام العربية
- أين ذهبتِ، يا برناديت على موقع ألو سيني (الفرنسية)
- أين ذهبتِ، يا برناديت على موقع Turner Classic Movies (الإنجليزية)
- أين ذهبتِ، يا برناديت على موقع أول موفي (الإنجليزية)
- أين ذهبتِ، يا برناديت على موقع بوكس أوفيس موجو (الإنجليزية)
- أين ذهبتِ، يا برناديت على موقع فيلمافينيتي (الإسبانية)
- أين ذهبتِ، يا برناديت على موقع قاعدة بيانات الأفلام السويدية (السويدية)